# Вашингтон Тауншип (округ Вайомінг, Пенсільванія)
Вашингтон Тауншип (англ. Washington Township) — селище (англ. township) в США, в окрузі Вайомінг штату Пенсільванія. Населення — 1334 особи (2020).

## Демографія
Згідно з переписом 2010 року, у селищі мешкало 1412 осіб у 516 домогосподарствах у складі 390 родин. Було 569 помешкань
Расовий склад населення:
| - 97,1 % — білих - 0,6 % — корінних американців - 0,6 % — чорних або афроамериканців - 0,1 % — азіатів |

До двох чи більше рас належало 1,6 %. Частка іспаномовних становила 1,4 % від усіх жителів.
За віковим діапазоном населення розподілялося таким чином: 25,6 % — особи молодші 18 років, 60,6 % — особи у віці 18—64 років, 13,8 % — особи у віці 65 років та старші. Медіана віку мешканця становила 39,1 року. На 100 осіб жіночої статі у селищі припадало 98,0 чоловіків;  на 100 жінок у віці від 18 років та старших — 99,1 чоловіків також старших 18 років.
Середній дохід на одне домашнє господарство  становив 71 151 долар США (медіана — 54 375), а середній дохід на одну сім'ю — 72 276 доларів (медіана — 69 107). Медіана доходів становила 56 875 доларів для чоловіків та 27 250 доларів для жінок. За межею бідності перебувало 14,0 % осіб, у тому числі 22,5 % дітей у віці до 18 років та 7,4 % осіб у віці 65 років та старших.
Цивільне працевлаштоване населення становило 576 осіб. Основні галузі зайнятості: виробництво — 25,3 %, освіта, охорона здоров'я та соціальна допомога — 15,1 %, роздрібна торгівля — 10,1 %, будівництво — 8,3 %.